# イリヤ・コワルチュク
 イリヤ・ワレーリエヴィチ・コワルチュク  (ロシア語: Илья́ Вале́рьевич Ковальчу́к, ラテン文字転写: Ilya Valeryevich Kovalchuk、1983年4月15日 - ）は、ソビエト連邦生まれのロシアのプロアイスホッケー選手である。ポジションはウィンガー。フリーエージェント。

## 経歴

### 少年時代
1983年4月15日、カリーニンで父ワレーリーと母リュボーフィの元に生まれた。父ワレーリーはロシア叙事詩の英雄イリヤ・ムーロメツにあやかって息子をイリヤと名付けた。3歳の時に水泳とサッカーを始める。幼少時から身体能力に優れていたため、元バスケットボールのコーチだった父ワレーリーはイリヤが将来プロスポーツ選手になるであろうと考えた。父の指導のもとで体力づくり、水泳、アクロバット、トランポリン、そしてバスケットボールの練習を始める。しかし父ワレーリーは最終的に息子にアイスホッケーをさせることにした。このような決断をする決めてとなったのが、カリーニンの青少年スポーツスクールでコーチをしていたビクトル・ジューコフと父ワレーリーの友情だった。1988年12月に町のスポーツ施設で初めてスケート靴を履く。最初の練習からアイスホッケーにほれ込み、リンクの上で滑るたびにこの競技にのめりこんでいった。1年後、チームの中で頭ひとつぬきんでた存在になっていた。少年時代のあこがれの選手はソビエト連邦の傑出したホッケー選手のワレリー・ハルラモフで、しばしばハルラーモフのプレー映像を見てそのテクニックを氷上で真似しようとした。少年チームの時から、背番号17でプレーしたハルラーモフにあやかって自分も17番をつけてプレーしている。
1993年にHCディナモ・モスクワでプレーを始めた。ディナモは守備的な戦術を採っていたため、攻撃的なアイスホッケーを好むコワルチュクは1994年にHCスパルタクの青少年スポーツスクールに移った。スパルタクの青少年チームのメンバーとして何度となく国際試合に出場し、その才能を発揮した。15歳の時、モスクワ青年アイスホッケー大会で70ゴールを決め、大会の得点王になる。

### プロのキャリアの始まり
1999年8月、当時16歳でスパルタクのトップチームに招待され、宇宙飛行士パーヴェル・ベリャーエフ記念大会に出場。監督のアレクサンドル・ヤクシェフと会長のボリス・マイヨーロフはコワルチュクのプレーに満足し、大会終了後にコワルチュクはスパルタクと最初のプロ契約を結んだ。コワルチュクによると、当時の月俸は15,000ルーブル(当時のレートで約500ドル）だったという。1999年9月11日のヴォロネジ・クラブ戦でプロデビューを果たした。2部リーグ史上最年少選手となり、デビュー戦でパックを打ちこんだ。
1999-2000年のシーズンにスパルタクの中心選手となったが、スパルタクは総合4位に終わり、 ロシアスーパーリーグ(RSL)に昇格することはできなかった。
2000年の夏にカナダ・ホッケーリーグ(CHL)のケイプ・ブレトン・スクリーミング・イーグルスにドラフト1巡目10番目に指名される。20歳以下のホッケー選手にとっては北米で最もレベルが高いと考えられているケベック・メジャー・ジュニアホッケーリーグ(QMJHL)で自分の力を試す機会を得たが、コワルチュクはロシアに残ることを好んだ。
2000-2001年のシーズンはコワルチュクにとってスパルタクでプレーした期間中で最も成果の出たシーズンとなった 。チームの攻撃に欠かせない選手の一人となり、クラブの中でも最も結果を出した選手の一人となった。ポイントの合計では46ポイント(28ゴール18アシスト）でチーム3番目となり、得点ではクラブとリーグの両方で2番目となった 。
そのシーズンにスパルタクは2部リーグの優勝を果たし、クラブは1部のRSLに昇格。コワルチュクはキリル・コリツォフと共に新人王に輝いた。
2000-2001年はコワルチュクにとってスパルタクでプレーする最後のシーズンとなった。2001年にNHLドラフト1巡目全体1位でアトランタ・スラッシャーズに指名された。4月28日にスパルタクと締結した3年間の契約があったにもかかわらず、スパルタクはコワルチュクにロシアに残留するよう説得することはできなかった。8月にスラッシャーズと契約した。スパルタクでは2年間しかプレーしなかったが、スパルタクの選手の中で最も有名な選手の一人になり、クラブの才能ある最後の選手となった。コワルチュク以後、スパルタクの青少年スポーツスクールは彼ほどの人材を育成することができなかった, , 。

### スラッシャーズ時代
NHLのスカウトがコワルチュクに初めて目をつけたのは2000年にカナダで開催されたU17カナダホッケーチャレンジだった。当時15歳だったが、大会6試合で10ゴール4アシストを決めて大会ポイント王・得点王・MVPとなった。コワルチュクのプレーは北米の専門家をあっと言わせ、大会終了後に彼のスティックはトロントのホッケーの殿堂に運ばれたほどだった, , 。
2001年、アトランタ・スラッシャーズはドラフト1位で新人を指名する権利を獲得し、迷った末にコワルチュクを指名。コワルチュクははNHLのドラフトで1位に指名された最初のロシアのアイスホッケー選手となった。
2001年8月15日にはスラッシャーズと総額3年の契約を結んだ。113万ドルの基本年俸に加え、さまざまなボーナスによって最大でさらに461万ドルを稼ぐことが可能であると規定していた。　2001年10月4日のバッファロー・セイバーズ戦でNHLデビューを果たした。 当時18歳と172日でのデビューであり、2008年にザック・ボゴシャンによって破られるまで7年間クラブの最年少記録だった。10月6日のボストン・ブルーインズ戦でNHL初ゴールを記録した。最初のシーズンにコワルチュクはアトランタの中心選手となる。2001/01年のシーズン期間中は順調にポイントを獲得し、チームメートのダニー・ヒートリーと並んで最優秀新人賞のカルダー記念賞の有力候補だった。しかし、2002年の3月に肩を負傷したため16試合を欠場。結果としてカルダー記念賞はヒートリーが受賞した。
2002-2003年シーズンもヒートリーとコンビで得点を重ね続け、NHLで典型的な肉弾戦ではくロシアで身につけた連携でプレーをすることができた。定期試合81ゲームで38ゴール29アシストを記録したが、攻撃に傾倒するあまり守備ではあまり満足のいくプレーができず、チーム内でも低いプラスマイナス24を記録した。
2003年にはコワルチュクとヒートリーはNHLで最も有望な選手の一人となり、アトランタは将来スタンレー・カップを狙えるチームになるだろうと予想する専門家もいた。　ところが、2003-2004年シーズン開幕直前の9月にヒートリーが自動車事故で重傷を負い、アトランタは攻撃の中心選手を欠いてしまう。重傷を負ったヒートリーは2003-2004年シーズンの大部分を欠場し、ようやく復帰した時にはもう以前のようなプレーはできなくなっていた。。ヒートリーが不在の中、コワルチュクはチームの攻撃の中心を担い、定期試合で41ゴールを記録した。そのうちハットトリックは2回あり、スラッシャーズの攻撃陣の中で最多だった。　コワルチュクは定期試合の得点王に与えられるモーリス・リシャール賞を受賞したが、受賞の時点で歴代受賞者の中では最低のプラスマイナス10だった。
このシーズンに自身初めてNHLオールスターゲームに初めて選出された。シーズンが終了するとオールスターの第2代表に選出される。　また、ソヴィエト・スポーツ紙によってNHLの最優秀ロシア人選手に選ばれ、ハルラーモフ・トロフィーも受賞した。
2004-2005のシーズン開幕前にロックアウトが起きたため、ロシアスーパーリーグのアク・バルス・カザンと契約した。
2009年からはチームのキャプテンになった。

### デビルス時代
2010年にニュージャージー・デビルスへトレードされた。オフにはFAとなった。しかし、デビルスと再契約を結んだ。
2011-2012年にスタンレー・カップに出場した。オフにはNHLオールスターのベストメンバーに選ばれた。
2012-2013年シーズンはロックアウトの影響でKHLのSKAサンクトペテルブルクで過ごすが、シーズン終盤にはデビルスに戻った。

### サンクトペテルブルク時代
2013年の夏にはKHLのSKAサンクトペテルブルクと4年契約を結んだ。2013,2014、2015年にKHLオールスターゲームにチーム・ウエストのキャプテンとして出場。2016年もオールスターゲームのメンバーに選ばれたが、直前に体調を崩し辞退した。
2014-2015年のシーズンは定期試合をリーグ全体の2位で終え、ロシア選手権銀メダリストになると共に、プレーオフで優勝してガガーリン・カップを獲得した。
2017年にも2度目の優勝を成し遂げた。
2018年2月に開催された平昌オリンピックのアイスホッケーロシアからのオリンピック選手(OAR)代表として選出された。

### キングス時代
2018年7月、ロサンゼルス・キングスとの3年契約に合意し、5シーズンぶりにNHLに復帰する
2019年12月16日、契約満了を待たずにキングスから契約解除となり、FAとなった。

### カナディアンズ時代
2020年1月、モントリオール・カナディアンズとの1年契約に合意。

### キャピタルズ時代
2020年2月、ワシントン・キャピタルズに移籍。

### オムスク時代
2020年12月26日にKHLのアヴァンギャルド・オムスクと2年契約を結んだ。
2020-2021年シーズンは2シーズンぶりにKHLに復帰。チームは4月28日にガガーリン・カップ優勝を果たした。4月30日に契約を破棄した

## 詳細情報

### レギュラーシーズンとプレーオフでの成績
| 1999–00  | スパルタク・モスクワ       | RUS-2    | 49  | 12  | 5   | 17  | 75  | —  | —  | —  | —  | —  |
| 1999–00  | スパルタク2モスクワ        | RUS-3    | 2   | 2   | 1   | 3   | 14  | —  | —  | —  | —  | —  |
| 2000–01  | スパルタク・モスクワ       | RUS-2    | 40  | 28  | 18  | 46  | 78  | 12 | 14 | 4  | 18 | 38 |
| 2001–02  | アトランタ・スラッシャーズ | NHL      | 65  | 29  | 22  | 51  | 28  | —  | —  | —  | —  | —  |
| 2002–03  | アトランタ・スラッシャーズ | NHL      | 81  | 38  | 29  | 67  | 57  | —  | —  | —  | —  | —  |
| 2003–04  | アトランタ・スラッシャーズ | NHL      | 81  | 41  | 46  | 87  | 63  | —  | —  | —  | —  | —  |
| 2004–05  | アクバルス・カザン         | RSL      | 53  | 19  | 23  | 42  | 72  | 4  | 0  | 1  | 1  | 0  |
| 2005–06  | ヒミク・モスクワ州         | RSL      | 11  | 8   | 5   | 13  | 24  | —  | —  | —  | —  | —  |
| 2005–06  | アトランタ・スラッシャーズ | NHL      | 78  | 52  | 46  | 98  | 68  | —  | —  | —  | —  | —  |
| 2006–07  | アトランタ・スラッシャーズ | NHL      | 82  | 42  | 34  | 76  | 66  | 4  | 1  | 1  | 2  | 19 |
| 2007–08  | アトランタ・スラッシャーズ | NHL      | 79  | 52  | 35  | 87  | 52  | —  | —  | —  | —  | —  |
| 2008–09  | アトランタ・スラッシャーズ | NHL      | 79  | 43  | 48  | 91  | 50  | —  | —  | —  | —  | —  |
| 2009–10  | アトランタ・スラッシャーズ | NHL      | 49  | 31  | 27  | 58  | 45  | —  | —  | —  | —  | —  |
| 2009–10  | ニュージャージー・デビルス | NHL      | 27  | 10  | 17  | 27  | 8   | 5  | 2  | 4  | 6  | 6  |
| 2010–11  | ニュージャージー・デビルス | NHL      | 81  | 31  | 29  | 60  | 28  | —  | —  | —  | —  | —  |
| 2011–12  | ニュージャージー・デビルス | NHL      | 77  | 37  | 46  | 83  | 33  | 23 | 8  | 11 | 19 | 6  |
| 2012–13  | SKAサンクトペテルブルグ    | KHL      | 36  | 18  | 24  | 42  | 12  | —  | —  | —  | —  | —  |
| 2012–13  | ニュージャージー・デビルス | NHL      | 37  | 11  | 20  | 31  | 18  | —  | —  | —  | —  | —  |
| 2013–14  | SKAサンクトペテルブルグ    | KHL      | 45  | 16  | 24  | 40  | 38  | 10 | 3  | 2  | 5  | 31 |
| 2014–15  | SKAサンクトペテルブルグ    | KHL      | 54  | 25  | 30  | 55  | 69  | 22 | 8  | 11 | 19 | 12 |
| 2015–16  | SKAサンクトペテルブルグ    | KHL      | 50  | 16  | 33  | 49  | 24  | 4  | 0  | 0  | 0  | 2  |
| 2016-17  | SKAサンクトペテルブルグ    | KHL      | 60  | 32  | 46  | 78  | 47  | 18 | 6  | 3  | 9  | 35 |
| NHL合計  | NHL合計                    | NHL合計  | 816 | 417 | 399 | 816 | 516 | 32 | 11 | 16 | 27 | 31 |
| KHL 合計 | KHL 合計                   | KHL 合計 | 246 | 107 | 158 | 265 | 190 | 54 | 17 | 16 | 33 | 80 |

### 国際大会での成績
| 年                   | 大会                 | 成績                 |     | GP | G  | A  | Pts | PIM |
| -------------------- | -------------------- | -------------------- | --- | -- | -- | -- | --- | --- |
| 2000                 | U18世界選手権        | 2                    | 6   | 2  | 3  | 5  | 6   |     |
| 2001                 | U20世界選手権        | 7位                  | 7   | 4  | 2  | 6  | 37  |     |
| 2001                 | U18世界選手権        | 1                    | 6   | 11 | 4  | 15 | 26  |     |
| 2002                 | オリンピック         | 3                    | 6   | 1  | 2  | 3  | 14  |     |
| 2003                 | 世界選手権           | 5位                  | 7   | 4  | 0  | 4  | 6   |     |
| 2004                 | 世界選手権           | 10位                 | 6   | 3  | 1  | 4  | 6   |     |
| 2004                 | ワールドカップ       | 位                   | 4   | 1  | 0  | 1  | 4   |     |
| 2005                 | 世界選手権           | 3                    | 9   | 3  | 3  | 6  | 4   |     |
| 2006                 | オリンピック         | 4位                  | 8   | 4  | 1  | 5  | 31  |     |
| 2007                 | 世界選手権           | 3                    | 9   | 2  | 5  | 7  | 10  |     |
| 2008                 | 世界選手権           | 1                    | 8   | 2  | 6  | 8  | 52  |     |
| 2009                 | 世界選手権           | 1                    | 9   | 5  | 9  | 14 | 4   |     |
| 2010                 | オリンピック         | 6位                  | 4   | 1  | 2  | 3  | 0   |     |
| 2010                 | 世界選手権           | 2                    | 9   | 2  | 10 | 12 | 2   |     |
| 2011                 | 世界選手権           | 4位                  | 9   | 3  | 5  | 8  | 6   |     |
| 2013                 | 世界選手権           | 6位                  | 8   | 8  | 5  | 13 | 29  |     |
| 2014                 | オリンピック         | 5位                  | 5   | 3  | 0  | 3  | 2   |     |
| 2015                 | 世界選手権           | 2                    | 10  | 2  | 3  | 5  | 2   |     |
| ジュニア国際試合合計 | ジュニア国際試合合計 | ジュニア国際試合合計 | 19  | 17 | 9  | 26 | 69  |     |
| シニア国際試合合計   | シニア国際試合合計   | シニア国際試合合計   | 111 | 44 | 52 | 96 | 172 |     |